# Aleksandr Mozin
Aleksandr Mozin (Russisch: Александр Мозин) (9 juni 1961 - 21 februari 2021 Nizhnij Novgorod) was een Russisch oud-langebaanschaatser.
Mozin behaalde bij zijn eerste internale optreden direct een medaille. Op het EK allround van 1986 in Oslo eindigde de Rus op de tweede plek, achter de Nederlander Hein Vergeer.
Zo snel als Mozin leek te komen -hij was al jaren actief als Russische sub-topper-, leek hij ook weer verdwenen van het toneel. In 1986 reed hij nog het WK allround in Inzell en twee jaar later deed Mozin in de marge mee op de Olympische Winterspelen in Calgary. Hiena was hij onder meer actief in het Nederlandse (schaats)marathons, samen met Konstatin Korotkov en Dmitri Botsjkarjov.

## Persoonlijke records
| Afstand      | Tijd     | Datum            | Baan    |
| ------------ | -------- | ---------------- | ------- |
| 500 meter    | 39,49    | 17 maart 1984    | Medeo   |
| 1000 meter   | 1.20,92  | 5 maart 1985     | Perm    |
| 1500 meter   | 1.56,8   | 15 december 1985 | Medeo   |
| 3000 meter   | 4.06,9   | 4 maart 1988     | Medeo   |
| 5000 meter   | 6.55,54  | 29 december 1980 | Medeo   |
| 10.000 meter | 14.28,91 | 21 februari 1988 | Calgary |

## Resultaten
| Jaar | EK Allround | Olympische Spelen | Wereldbeker | WK Allround |
| ---- | ----------- | ----------------- | ----------- | ----------- |
| 1986 | Zilver      |                   |             | 7e          |
| 1987 | -           |                   | -           | -           |
| 1988 | -           | 18e 10.000m       | 32e 1500m   | -           |

### Medaillespiegel
| Kampioenschap     | Goud | Zilver | Brons |
| ----------------- | ---- | ------ | ----- |
| EK Allround       | 0    | 1      | 0     |
| Olympische Spelen | 0    | 0      | 0     |
| Wereldbeker       | 0    | 0      | 0     |
| WK Allround       | 0    | 0      | 0     |